# Иларион Будапещенски и Унгарски
Митрополит Иларион (светско име: Григорий Валериевич Алфеев) е сред най-известните съвременни руски богослови и църковни дипломати, патролог и композитор, доктор по философия на Оксфордския университет, доктор по богословие на Светосергиевския богословски инстутит в Париж.

## Биография
Роден е през 1966 г. в Москва. Учи цигулка и композиция в средно музикално училище, постъпва в композиторския факултет на Московската държавна консерватория, но по собствено желание прекъсва следването си и постъпва като послушник в манастир, по-късно завършва московската Духовна академия. Ръкоположен за епископ на 14 януари 2002 г., определен е за глава на представителството на Руската православна църква в европейските международни организации. През 2003 г. е назначен за епископ на Виена и Австрия. Участник в Смесената международна комисия за богословски диалог между Католическата и Православната църква. Автор на повече от 600 публикации, включително на монографии по патристика, догматическо богословие и църковна история. Автор на редица музикални произведения.

## Музикални произведения
- Божествена литургия (2006)
- Всенощно бдение (2006)
- Страсти по Матея (2006)
- Рождественска оратория (2007)
- Мементо (2008)

## Книги
- Таинство веры. Введение в православное догматическое богословие. М.-Клин: Изд-во Братства Святителя Тихона, 1996. Издание второе – Клин: Фонд „Христианская жизнь“, 2000. Издание третье – Клин: Фонд „Христианская жизнь“, 2004. Издание четвёртое – Клин: Фонд „Христианская жизнь“, 2005. Издание пятое – Санкт-Петербург: Библиополис, 2007.
- Отцы и учители Церкви III века. Антология. Т. 1 – 2. М.: Круглый стол по религиозному образованию и диаконии, 1996.
- Жизнь и учение св. Григория Богослова. М.: Изд-во Крутицкого патриаршего подворья, 1998. Издание второе – СПб.: Алетейя, 2001. Издание третье – М.: Сретенский монастырь, 2007.
- Духовный мир преподобного Исаака Сирина. М.: Изд-во Крутицкого патриаршего подворья, 1998. Издание второе – СПб.: Алетейя, 2001. Издание третье – СПб.: Алетейя, 2005.
- Преподобный Симеон Новый Богослов и православное Предание. М.: Изд-во Крутицкого патриаршего подворья, 1998. Издание второе – СПб.: Алетейя, 2001. Издание третье – СПб.: Издательство Олега Абышко, 2008.
- Преподобный Исаак Сирин. О божественных тайнах и о духовной жизни. Новооткрытые тексты. Перевод с сирийского. М.: Изд-во „Зачатьевский монастырь“, 1998. Издание второе – СПб.: Алетейя, 2003. Издание третье – СПб.: Издательство Олега Абышко, 2006.
- Преподобный Симеон Новый Богослов. Главы богословские, умозрительные и практические. Перевод с греческого. М.: Изд-во „Зачатьевский монастырь“, 1998.
- Восточные Отцы и учители Церкви IV века. Антология. Т. 1 – 3. М.: Круглый стол по религиозному образованию и диаконии, 1998 – 1999.
- Ночь прошла, а день приблизился. Проповеди и беседы. М.: Изд-во Крутицкого патриаршего подворья, 1999.
- Православное богословие на рубеже эпох. Статьи, доклады. М.: Изд-во Крутицкого патриаршего подворья, 1999. Издание второе, дополненное – Киев: Дух i літера, 2002.
- Преподобный Симеон Новый Богослов. „Прииди, Свет истинный“. Избранные гимны в стихотворном переводе с греческого. СПб.: Алетейя, 2000. Издание второе – СПб.: Издательство Олега Абышко, 2008.
- Восточные Отцы и учители Церкви V века. Антология. М.: Круглый стол по религиозному образованию и диаконии, 2000.
- Христос – Победитель ада. Тема сошествия во ад в восточно-христианской традиции. СПб.: Алетейя, 2001. Издание второе – СПб.: Алетейя, 2005.
- О молитве. Клин: Фонд „Христианская жизнь“, 2001. Издание второе – Клин: Фонд „Христианская жизнь“, 2004.
- Вы – свет мира. Беседы о христианской жизни. Клин: Фонд „Христианская жизнь“, 2001. Издание второе – Клин: Фонд „Христианская жизнь“, 2004.
- Человеческий лик Бога. Проповеди. Клин: Фонд „Христианская жизнь“, 2001.
- Преподобный Симеон Новый Богослов. Преподобный Никита Стифат. Аскетические произведения в новых переводах. Клин: Фонд „Христианская жизнь“, 2001. Издание 2-е – СПб.: Издательство Олега Абышко, 2006.
- Священная тайна Церкви. Введение в историю и проблематику имяславских споров. В двух томах. СПб.: Алетейя, 2002. Издание второе – СПб.: Издательство Олега Абышко, 2007.
- Во что верят православные христиане. Катехизические беседы. Клин: Фонд „Христианская жизнь“, 2004.
- Православное свидетельство в современном мире. СПб: Издательство Олега Абышко, 2006.
- St Symeon the New Theologian and Orthodox Tradition. Oxford: Oxford University Press, 2000.
- The Spiritual World of Isaac the Syrian. Cistercian Studies No 175. Kalamazoo, Michigan: Cistercian Publications, 2000.
- The Mystery of Faith. Introduction to the Teaching and Spirituality of the Orthodox Church. London: Darton, Longman and Todd, 2002.
- Orthodox Witness in a Modern Age. Geneva: WCC Publications, 2006.
- Christ the Conqueror of Hell. The Descent into Hell in Orthodox Tradition. New York: SVS Press (in preparation).
- Le mystère de la foi. Introduction à la théologie dogmatique orthodoxe. Paris: Cerf, 2001.
- L’univers spirituel d’Isaac le Syrien. Bellefontaine, 2001.
- Syméon le Studite. Discours ascétique. Introduction, texte critique et notes par H. Alfeyev. Sources Chrétiennes 460. Paris: Cerf, 2001.
- Le chantre de la lumière. Initiation à la spiritualité de saint Grégoire de Nazianze. Paris: Cerf, 2006.
- Le Nom grand et glorieux. La vénération du Nom de Dieu et la prière de Jésus dans la tradition orthodoxe. Paris: Cerf, 2007.
- Le mystère sacré de l’Eglise. Introduction à l’histoire et à la problématique des débats athonites sur la vénération du Nom de Dieu. Fribourg: Academic Press, 2007.
- La gloria del Nome. L’opera dello schimonaco Ilarion e la controversia athonita sul Nome di Dio all’inizio dell XX secolo. Edizioni Qiqajon. Bose, Magnano, 2002.
- La forza dell’amore. L’universo spirituale di sant’Isacco il Syro. Bose: Qiqajon, 2003.
- Cristo Vincitore degli inferi. Bose: Qiqajon, 2003.
- Geheimnis des Glaubens. Einführung in die orthodoxe dogmatische Theologie. Aus dem Russischen übersetzt von Hermann-Josef Röhrig. Herausgegeben von Barbara Hallensleben und Guido Vergauwen. Universitätsverlag Freiburg Schweiz, 2003. 2. Ausgabe – Fribourg: Academic Press, 2005.
- O agios Isaak o Syros. O pneumatikos tou kosmos. Athina: Akritas, 2005.
- Тајна вере: увод у православно догматско богословље. Превод са руског Ђорђе Лазаревић; редактор превода Ксенија Кончаревић. Краљево: Епархијски управни одбор Епархије жичке, 2005.
- Uskon mysteeri. Johdatus ortodoksineen dogmatiseen teologiaan. Ortodoksisen kirjallisuuden Julkaisuneuvosto. Jyväskylä, 2002.
- A hit titka. Bevezetés az Ortodox Egyház teológiájába és lelkiségébe. Magyar Ortodox Egyházmegye, 2005.
- Tajemnica wiary. Wprowadzenie do prawosławnej teologii dogmatycznej. Warszawska Metropolia Prawosławna (w przygotowaniu).
- Hristos, biruitorul iadului. Coborarea la iad din perspectiva teologica. Bucureşti: Editura Sophia, 2008.
- Sinkō no kimitsu. Nikolai Takamatsu yaku. Tōkyō Fukkatsu dai Seidō, 2004.

## Български
- Божият зов. – Покров. Алманах за православно четиво. Брой 12: В притвора.
- Мълчанието. – Покров. Алманах за православно четиво. Брой 14: Молитвата.
- Богослужението. – Покров. Алманах за православно четиво. Брой 14: Молитвата.
- Църквата и църквите. – Списание мирна. Брой 11: Изток-запад.
- Проблеми и задачи пред руското православно духовно училище. – Списание мирна. Брой 12: Образование.
- За първенството в Православната Църква, християнофобията и бъдщето на икуменизма. – Християнство и Култура. Година VII (2008) / брой 3 (26). С. 5 – 25.